# Венецианская лира
Венецианская лира (итал. Lira veneziana) — денежная единица Венецианской республики, появившаяся в конце XIII века и бывшая в хождении до 1807 года. Изначально являлась денежно-счётной единицей. Впервые в виде серебряной монеты весом 6,52 г серебра 948 пробы (лира Трон) была отчеканена в 1472 году. В 1474 году лиру Трон сменила лира мочениго, которая не отличалась от предшественницы по весу, но имела другое изображение. Мочениго выпускали до 1575 года. Делилась на 20 сольдо, которые в свою очередь делились на 12 денаро. Дукато равнялся 124 сольдо, талер (также известный как цехин) равнялся 7 лирам. В 1807 году венецианская лира была заменена на итальянскую лиру созданного Наполеоном Итальянского королевства.
Выпуск венецианской лиры был ненадолго возобновлён временным правительством Венецианской республики (Республики Сан-Марко), провозглашённой в 1848 году в период Итальянской революции 1848—1849 годов.

## Монеты
В конце XVIII века циркулировало большое количество монет различного достоинства. Биллоновые монеты чеканились достоинством в 6 и 12 денаро. Серебряные монеты чеканились достоинством в 5, 10, 15 и 30 сольдо, в ⅛, ¼, ½ и 1 дукато, а также в ⅛, ¼, ½ и 1 талеро. Золотые монеты чеканились достоинством в ¼, ½ и 1 дукато, 1 доппия, а также в 4, 5, 6, 8, 9, 10, 12, 18, 20, 24, 25, 30, 40, 50, 55, 60, 100 и 105 цехинов.
В 1797 году временное правительство чеканило серебряные монеты достоинством в 10 лир. Во время австрийской оккупации в 1800—1802 годах к ним добавились серебряные монеты достоинством в ½, 1, 1½ и 2 лир, а также золотые монеты в 1 цехин.